# UCT Radio
UCT Radio est une station de radio qui fonctionne grâce aux étudiants de l'Université du Cap, en Afrique du Sud. Elle diffuse sur 104,5MFz grâce à un émetteur de 20 watts situé à 33° 57′ 30″ S, 18° 27′ 45″ E.
Selon le Radio Audience Measurement Survey, UCT Radio était écoutée par 13 000 personnes en 2005.